# Ferula marmarica
Ferula marmarica är en flockblommig växtart som beskrevs av Paul Friedrich August Ascherson, Paul Hermann Wilhelm Taubert och Georg August Schweinfurth. Ferula marmarica ingår i släktet stinkflokesläktet, och familjen flockblommiga växter. Inga underarter finns listade i Catalogue of Life.